# 味戸ケイコ
味戸 ケイコ（あじと ケイコ、1943年9月27日- ）は、日本のイラストレーター、絵本作家。

## 経歴
1943年9月27日に北海道函館市 で生まれる。遺愛女子高等学校を経て、1965年に多摩美術大学 デザイン科を卒業する。
大学卒業後は印刷会社デザインルーム、PR誌を作る制作会社に勤めるが、パニック障害を起こし自宅待機でカット描きを1年間行っていた。会社勤めが合わないことを自覚し、フリーのイラストレーターになる。
1971年、菊地信義の依頼で『月刊エレクトーン』（ヤマハミュージックメディア）創刊号から1年間の表紙イラストの発注を受け、本格的にデビューする。この表紙画がイラスト年鑑に掲載され、1973年に年鑑を見たやなせたかし、原田奈翁雄からそれぞれ雑誌『詩とメルヘン』（サンリオ）、雑誌『終末から』（筑摩書房）の表紙画の依頼が舞い込み、以後、各方面で活躍する。新聞連載の挿絵や、ミュージシャンとのコラボレーションも多い。
東京都青梅市在住。
1997年以降静岡県三島市のK美術館で行われていた作品の常設展示は2012年末での同館の閉館に伴い、終了している。。

## 画集
- 『かなしいひかり：味戸ケイコ画集』講談社、1975年5月2日。NDLJP:12767012。
- 『夢少女：味戸ケイコ画集』サンリオ、1981年8月10日。NDLJP:12713098。
- 『夕風色に：味戸ケイコ画集』講談社、1983年1月28日。ISBN 978-4062003476、NDLJP:12872725。
- 『白い少女：味戸ケイコ作品集』サンリオ、1986年3月26日。ISBN 4-387-86009-X、NDLJP:12427384。
- 『夢少女：味戸ケイコ画集（新装版）』サンリオ、1989年9月15日。ISBN 4-387-89271-4、NDLJP:13427739。

## 絵本
- 舟崎克彦『あのこがみえる』偕成社、1975年10月。ISBN 978-4-03-964010-9。
- 安房直子『白樺のテーブル』偕成社、1976年5月。ISBN 978-4039650801。
- 味戸ケイコ『ひかりのオルガン』白泉社、1983年1月。ISBN 978-4592800095。
- 松谷みよ子『わたしのいもうと』偕成社、1987年12月。ISBN 978-4034380505。
- 茂市久美子『かたくりのワンピース』小峰書店、1996年7月。ISBN 978-4338105088。
- 岩瀬成子『夜くる鳥』PHP研究所、1997年10月。ISBN 978-4569680552。
- 舟崎克彦『岬まで to the cape』パロル舎、1999年4月。ISBN 978-4894192089。
- あまんきみこ『花をかう日』ポプラ社、1996年6月。ISBN 978-4591061084。
- 吉川良『いのちの音 かけ橋になったスヒョン』PHP研究所、2001年12月。ISBN 978-4569683096。
- 内田 麟太郎『かあさんのこころ』佼成出版社、2005年5月。ISBN 978-4333021413。
- 中島みゆき『時代』サンマーク出版、2005年12月。ISBN 978-4763196224。
- あじとけいこ『チャーうさとあんずちゃん』瑞雲舎、2006年9月。ISBN 978-4916016614。
- あじとけいこ『チャーうさのあわてんぼう』瑞雲舎、2007年2月。ISBN 978-4916016669。
- あじとけいこ『チャーうさのやくそく』瑞雲舎、2007年5月。ISBN 978-4916016690。
- 安房直子『うさぎ座の夜』岩崎書店、2008年1月。ISBN 978-4030164604。
- 内田麟太郎『まねっこでいいから』佼成出版社、2009年12月。ISBN 978-4916016881。
- 舟崎克彦『ここにいる』ポプラ社、2011年10月。ISBN 978-4591126165。

## 挿絵・表紙
- 安房直子『花のにおう町』岩崎書店、1983年10月。ISBN 978-4265928026。
- 『くもん式の俳句カード 春』くもん出版、1985年11月。ISBN 978-4875762522。
- 『くもん式の俳句カード 夏』くもん出版、1985年11月。ISBN 978-4875762539。
- 安房直子『花豆の煮えるまで -小夜の物語』偕成社、1993年3月。ISBN 978-4035401001。
- 岸田今日子『子供にしてあげたお話 してあげなかったお話』大和書房、2001年6月1日。ISBN 978-4479670377。
- 安房直子『夢の果て -安房直子十七の物語』瑞雲舎、2005年12月。ISBN 978-4916016584。
- 佐々木丸美『雪の断章』復刊ドットコム、2006年12月。
- 佐々木丸美『忘れな草』復刊ドットコム、2007年1月。
- 佐々木丸美『花嫁人形』復刊ドットコム、2007年2月。
- 佐々木丸美『風花の里』復刊ドットコム、2007年2月。
- 佐々木丸美『榛家の伝説』復刊ドットコム、2007年4月。
- 佐々木丸美『罪灯』復刊ドットコム、2007年6月。
- 佐々木丸美『罪・万華鏡』復刊ドットコム、2007年6月。
- 佐々木丸美『恋愛今昔物語』復刊ドットコム、2007年8月。
- 佐々木丸美『ながれ星』復刊ドットコム、2007年10月。
- 佐々木丸美『影の姉妹』復刊ドットコム、2007年12月。
- 佐々木丸美『沙霧秘話』復刊ドットコム、2008年2月。
- 佐々木丸美『崖の館』復刊ドットコム、2008年2月。
- 佐々木丸美『水に描かれた館』復刊ドットコム、2008年5月。
- 佐々木丸美『夢館』復刊ドットコム、2008年5月。

## アルバムジャケット
- 『風見鶏』（さだまさし、1977年）
- 『私花集』（さだまさし、1978年）
- 『心のうちがわかればいいのに』（佐々木好、1982年）
- 『にんじん』（佐々木好、1983年）

## 受賞歴
- 第1回サンリオ美術賞（1976年）[1][4][5]
- ボローニャ国際児童図書展グラフィック賞推薦 - 『あのこがみえる』（舟崎克彦、ISBN 978-4039640109）[1][4][5]（1976年）
- 第8回赤い鳥さし絵賞 - 『花豆の煮えるまで』（安房直子、ISBN 978-4035401001）[1][4][5]（1994年）